# Тутмос II
Тутмос II — фараон Стародавнього Єгипту, що правив приблизно у 1492–1479 роках до н. е., з XVIII династії. Чоловік і зведений брат Хатшепсут, батько Тутмоса III.

## Біографія
Тутмос II був сином фараона Тутмоса I від його другорядної дружини Мутнофрет. Тим не менш, він став повноцінним спадкоємцем трону, одружившись зі своєю зведеною сестрою — царицею Хатшепсут, яка була чистого царського походження.
Манефон, який називає Тутмоса II «Хевроном», налічує 13 років його правління. В 1987 році на підставі вивчення кількості скарабеїв часів Тутмоса I, Тутмоса II і Хатшепсут було практично повністю доведено, що Тутмос II правив лише 13 повних роки. На 1-му році царювання, в день сходження на престол, Тутмос II послав війська під керівництвом одного зі своїх воєначальників в Нубію, з метою придушення розпочатого там заколоту. Єгиптяни досягли 3 порогу, розбили армію повсталих і вбили всіх чоловіків, яких тільки змогли знайти. Взявши в полон сина бунтівного вождя і ще кількох тубільців як заручників, єгипетська армія повернулася назад.

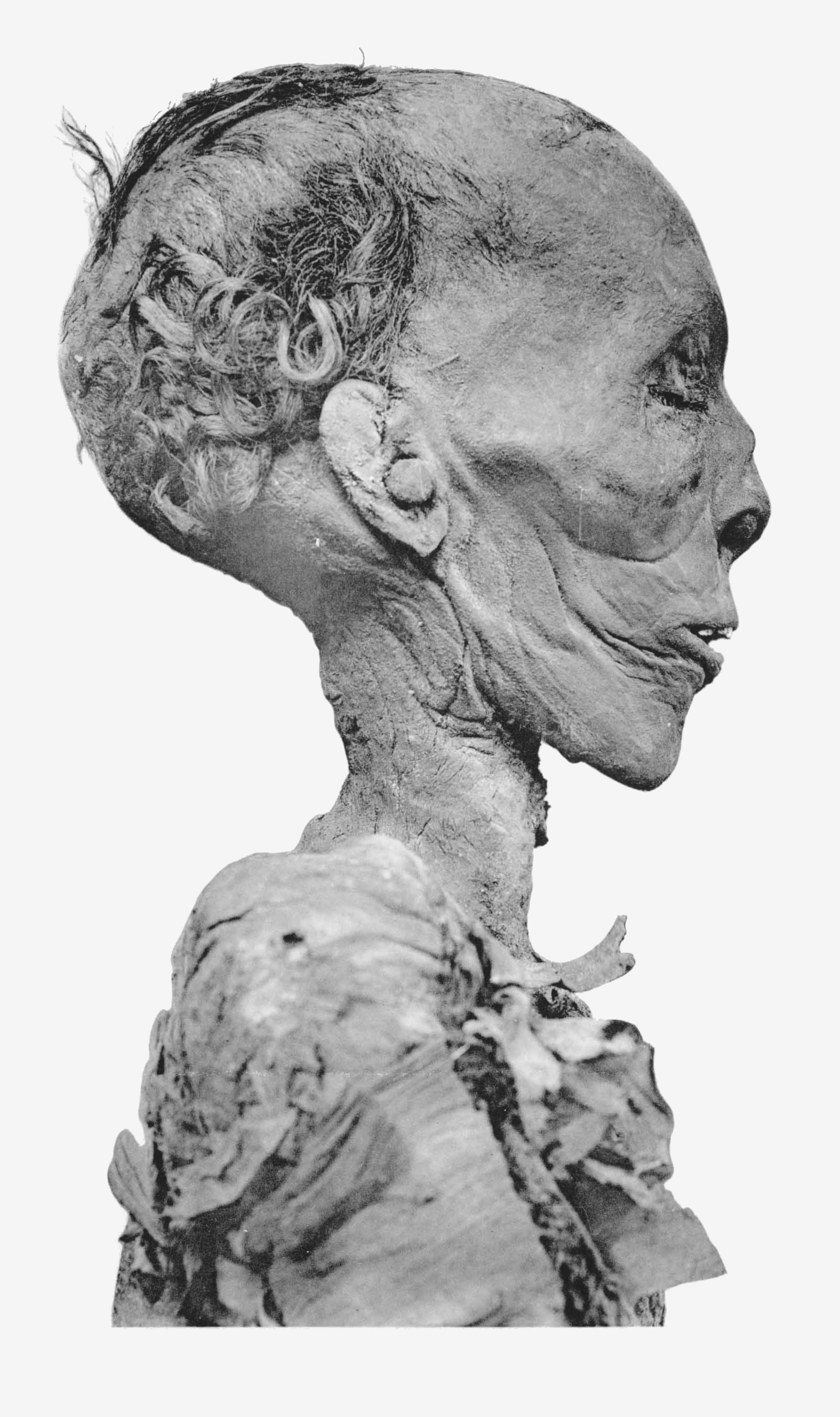
Мумія Тутмоса II

Під час правління Тутмоса II була послана каральна експедиція проти кочівників племені шасу, в Південну Палестину, що увінчалася успіхом. Незважаючи на те, що Тутмос, судячи з його мумії, був слабким і хворобливим царем, напис на скелі поблизу дороги, що веде з Сієна (єгип. Суйна, суч. Асуан) в Філі вказує, що він зберіг повне своє панування у всіх країнах, захоплених його батьком.
Тутмос вів також будівельну діяльність: зокрема статуя його батька Тутмоса I і статуя його матері Мутнофрет, а також 2 колоса з 6 знаходяться перед південним фасадом 8-го пілона. Вів будівельні роботи у храмі Ра в Геліополі.
Від цариці Хатшепсут у Тутмоса II було дві дочки — Нефрура (Нафра-Ріа) і Мерітра, а також син від наложниці на ім'я Ісіда (Ісі) — майбутній великий завойовник Тутмос III.
Помер Тутмос II ще молодим, вражений якоюсь хворобою. Багато археологи вважають, що реальною владою за весь період правління фараона володіла Хатшепсут, що і дозволило їй з такою легкістю взяти владу в свої руки через 18 місяців після смерті чоловіка, позбавивши Тутмоса III престолу. Мумія Тутмоса II була знайдена в храмовому комплексі його дружини в Дейр ель-Бахрі.